# Jerry Goldsmith
Jerrald King "Jerry" Goldsmith (n. 10 februarie 1929, Los Angeles, California - d. 21 iulie 2004) a fost un compozitor și dirijor american, cunoscut în special pentru coloanele sonore realizate pentru filme și televiziune.
A compus muzica pentru filme importante cum ar fi The Sand Pebbles, Planet of the Apes, Patton, Chinatown, The Wind and the Lion, The Omen, The Boys from Brazil, Alien, Poltergeist, Gremlins, Hoosiers, Total Recall, Basic Instinct, Rudy, Air Force One, L.A. Confidential, Mulan, The Mummy, trei filme Rambo și cinci filme Star Trek. A fost nominalizat pentru șase Premii Grammy, nouă Globuri de Aur, patru Premii BAFTA și 17 Premii Oscar. În 1977 a câștigat premiul Oscar pentru muzica filmului The Omen.
A colaborat cu unii dintre cei mai prolifici regizori din istoria filmului, inclusiv Robert Wise (The Sand Pebbles, Star Trek: The Motion Picture), Howard Hanks (Rio Lobo), Otto Preminger (In Harm's Way), Joe Dante (Gremlins, The 'Burbs), Roman Polanski (Chinatown), Ridley Scott (Alien, Legend), Steven Spielberg (Poltergeist, Twilight Zone: The Movie) și Paul Verhoeven (Total Recall, Basic Instinct). Totuși, cea mai importantă colaborare a sa a fost cea cu regizorul Franklin J. Schaffner pentru care Goldsmith a compus muzica pentru filme cum ar fi Planet of the Apes, Patton, Papillon și The Boys from Brazil.

## Biografie

### Copilăria și educația
Goldsmith s-a născut în Los Angeles, California, ca fiu al lui Tessa (născută Rappaport), o artistă, și al lui Morris Goldsmith, un inginer. A început să studieze pianul la vârsta de șase ani. La vârsta de 14 ani a studiat pianul, compoziție, teorie și contrapunct de la profesorii Jakob Gimpel și Mario Castelnuovo-Tedesco. Goldsmith a studiat la Universitatea din Sudul Californiei, unde a asistat la ore predate de veteranul compozitor Miklós Rózsa. Goldsmith și-a dezvoltat un interes pentru muzica de film după ce a fost inspirat de Rózsa.

### Anii 1950 și 1960
În 1950 Goldsmith a găsit de lucru la CBS ca funcționar în departamentul de muzică. A început să compună muzica pentru radio (inclusiv CBS Radio Workshop; Frontier Gentleman, pentru care a compus tema principală, și Romance) și seriale TV (inclusiv The Twilight Zone). A rămas la CBS până în 1960 după care s-a mutat la Revue Studios, unde a compus muzica pentru seriale TV ca Dr. Kildare și The Man from the U.N.C.L.E.
În 1963 Goldsmith a primit prima sa nominalizare la Oscar, pentru filmul lui John Huston, Freud. Puțin timp după aceea l-a întâlnit pe Alfred Newman, care l-a ajutat pe Goldsmith să devină angajat al studioului 20th Century Fox. De-a lungul carierei sale, Goldsmith a lucrat cu nume mari ale filmului, inclusiv Robert Wise (The Sand Pebbles și Star Trek: The Motion Picture), Howard Hawks (Rio Lobo), Otto Preminger (In Harm's Way), Roman Polanski (Chinatown), Steven Spielberg/Tobe Hopper (Poltergeist) și Ridley Scott (Alien și Legend). Dar cea mai importantă colaborare a sa a fost cu Franklin J. Schaffner (pentru care Goldsmith a compus muzica pentru Planet of the Apes, Patton și Papillon).

### Numeroasele genuri pentru care Goldsmith a compus muzica
Goldsmith a compus muzica pentru multe genuri, inclusiv filme de război (The Blue Max), film noir (Chinatown), filme de acțiune (Rambo: First Blood si primele doua continuari), thriller erotic (Basic Instinct), filme sport (Hoosiers, Rudy), comedii de familie (The Trouble with Angels), filme western (Breakheart Pass), filme de aventură (King Solomon's Mines, The Mummy), filme horror (The Omen, Poltergeist), adaptări după benzi desenate (Supergirl), filme de animație (The Secret of NIMH, Mulan) și SF (Total Recall, Alien și cinci filme Star Trek). Abilitatea sa de a compune muzică terifiantă i-au adus singurul său premiu Oscar, pentru violenta sa coloană sonoră corală/orchestrală a filmului The Omen. A primit de asemenea premii Emmy pentru seriale ca drama despre Holocaust QB VII și epicul Masada, precum și pentru tema din Star Trek: Voyager.
Goldsmith a compus muzica pentru seria TV Waltons (inclusiv tema principală), o fanfară pentru prezentările de la Oscar și muzica pentru unul dintre cele mai populare atracții de la Disneyland, Soarin' Over California. Lui Goldsmith nu îi plăcea titlul de "compozitor de muzică de film". El considera că titlul de "compozitor" este mai mult decât suficient. 

### Ultimele coloane sonore
Ultima coloană sonoră a lui Goldsmith a fost în 2003, pentru filmul de acțiune/animație Looney Toons: Back in Action. Muzica sa pentru filmul lui Richard Donner, Timeline, din același an a fost respinsă datorită procesului complicat al post-producției. Totuși, coloana sonoră a lui Goldsmith a fost lansată pe CD la puțin timp după moartea sa.

### Coloane sonore importante
Dintre numeroasele coloane sonore, majoritatea nominalizate la Oscar, sunt de menționat Freud, A Patch of Blue, The Blue Max, The Sand Pebbles, Planet of the Apes, Patton, Escape from the Planet of the Apes, Papillon, Chinatown, The Wind and the Lion, The Omen, Logan's Run, Islands in the Stream (recunoscut de Goldsmith ca fiind preferatul său personal), The Boys from Brazil, Capricorn One, Alien, The First Great Train Robbery, Star Trek: The Motion Picture, Twilight Zone: The Movie, Lionheart, The Russia House, First Blood: Rambo, First Blood Part II, Rambo III, Total Recall, Medicine Man, Basic Instinct, Hoosiers, The Edge, The First Knight și The Mummy. Dintre toate coloanele sonore pe care le-a compus, Goldsmith a spus ca Basic Instinct a fost cel mai complex și cel mai dificil, conform unui mini-documentar de pe ediția specială DVD.
Una dintre cele mai puțin auzite coloane sonore ale lui Goldsmith a fost pentru filmul lui Ridley Scott din 1985, Legend. Scott i-a cerut lui Goldsmith sa compună o partitură orchestrală pentru film, dar care a fost auzită numai în cinematografele din Europa. A fost înlocuită cu o partitură pe sintetizator a lui Tangerine Dream și melodii pop pentru versiunea americană datorită politicii studioului (partitura lui Goldsmith a fost restaurata pentru versiunea DVD).
Majoritatea coloanelor sonore ale lui Goldsmith din anii 1980 și 1990 erau interpretate de Orchestra Filarmonicii Naționale și Orchestra Operei de Stat Maghiare.
Se spune ca prologul filmului din 1965 The Agony and the Ecstasy, compusă în perioada în care era mai puțin cunoscut, a rămas până la sfârșitul carierei sale unul din preferatele sale personale.

## Trivia
- Muzica din filmul Islands in the Stream a rămas coloana sonoră preferată a sa.
- Fiica lui Goldsmith, Carrie, a fost la liceu cu James Horner, cunoscut pentru muzica din filmul Titanic, care a și compus muzica pentru al doilea și al treilea film Star Trek (Star Trek II: The Wrath of Khan și Star Trek III: The Search for Spock). Contrar spuselor lui Horner, Joel Goldsmith a precizat că acesta a asistat la câteva dintre sesiunile de înregistrări ale lui Jerry.
- Pe comentariul de pe DVD al filmului Planet of the Apes el explica de ce nu a compus muzică pentru ultima scenă: "Charlton Heston a fost peste el însuși" așa că nu avea nevoie de muzică pentru a-l acompania.
- A considerat Total Recall ca fiind una dintre cele mai bune coloane sonore ale sale.
- A considerat muzica sa din The Secret of NIMH una dintre cele mai bune ale sale. A cerut încă trei săptămâni pentru a perfecționa muzica sa, lucru neprevăzut în contract. A spus că a fost una dintre cele mai dificile proiecte pentru el datorită faptului că filmul nu era terminat când a început să compună muzica.
- Cu ajutorul compozitorului Joel McNeely a compus și înregistrat muzica din Air Force One în doar trei săptămâni (înlocuind coloana sonoră compusă de Randy Newman). Mai târziu, Goldsmith a precizat ca nu va mai înlocui vreodată muzica unui compozitor într-un timp atât de scurt. Totuși, a preluat cinci filme în care a înlocuit muzica altor compozitori, inclusiv The 13th Warrior (înlocuind muzica lui Graeme Revell).
- În 1997 a compus o nouă temă pentru studioul Universal Pictures, auzită prima dată înainte de filmul Jurassic Park: The Lost World.
- Goldsmith a trăit cu soția sa, fosta profesoară și cântăreață Carol Heather Goldsmith, în Beverly Hills. Ea a scris versurile și a cântat în melodia "The Piper Dreams" din The Omen, precum și o melodie din filmul Caboblanco.
- Ellen Edson, o fiică din prima sa căsătorie, care se spune că a interpretat în tema sa din The Waltons, este profesoară și compune muzică folk.
- A murit după o lungă luptă cu cancerul de colon.
- Fiul său cel mare, Joel Goldsmith, este și el compozitor și a colaborat cu tatăl său pentru muzica din Star Trek: First Contact, compunând aproximativ 20 de minute de muzică.
- De-a lungul anilor 1990 a avut păr lung pe care îl ținea legat în coadă. Aceasta a devenit imaginea sa de bază. În concerte, Goldsmith amintea adesea de o poveste în care Sean Connery a copiat imaginea lui Goldsmith în filmul din 1992, Medicine Man. În genericul final al filmului, Goldsmith este trecut ca "hair designer". S-a tuns în 2002, după mai bine de un deceniu cu păr lung.

## Nominalizări și premii

### Premiile Oscar
- 1999 - Mulan
- 1998 - L.A. Confidential
- 1993 - Basic Instinct
- 1987 - Hoosiers
- 1984 - Under Fire
- 1983 - Poltergeist
- 1980 - Star Trek: The Motion Picture
- 1979 - The Boys from Brazil
- 1977
  - The Omen (cea mai buna coloana sonora)
  - The Omen (cea mai buna melodie)
- 1976 - The Wind and the Lion
- 1975 - Chinatown
- 1974 - Papillon
- 1971 - Patton
- 1969 - Planet of the Apes
- 1967 - The Sand Pebbles
- 1966 - A Patch of Blue
- 1963 - Freud

### Globurile de Aur
- 1999 - Mulan
- 1998 - L.A. Confidential
- 1993 - Basic Instinct
- 1984 - Under Fire
- 1980
  - Alien
  - Star Trek: The Motion Picture
- 1975 - Chinatown
- 1967 - The Sand Pebbles
- 1965 - Seven Days in May

### Premiile Emmy
- 1995 - Star Trek: Voyager
- 1981 - Masada
- 1976 - Babe
- 1975 - QB VII
- 1973 - The Red Pony
- 1966 - The Man from the U.N.C.L.E.
- 1961 - Thriller

### Premiile BAFTA
- 1998 - L.A. Confidential
- 1980 - Alien
- 1976 - The Wind and the Lion
- 1975 - Chinatown

### Premiile Grammy
- 1981 - Masada
- 1980 - Alien
- 1977 - The Omen
- 1976 - The Wind and the Lion
- 1975 - QB VII
- 1966 - The Man from the U.N.C.L.E.